# Municipio de Crouch
El municipio de Crouch (en inglés: Crouch Township) es un municipio ubicado en el condado de Hamilton en el estado estadounidense de Illinois. En el año 2010 tenía una población de 374 habitantes y una densidad poblacional de 3,04 personas por km².

## Geografía
El municipio de Crouch se encuentra ubicado en las coordenadas 38°13′17″N 88°29′21″O / 38.22139, -88.48917. Según la Oficina del Censo de los Estados Unidos, el municipio tiene una superficie total de 122.9 km², de la cual 122,86 km² corresponden a tierra firme y (0,03 %) 0,04 km² es agua.

## Demografía
Según el censo de 2010, había 374 personas residiendo en el municipio de Crouch. La densidad de población era de 3,04 hab./km². De los 374 habitantes, el municipio de Crouch estaba compuesto por el 99,2 % blancos, el 0,27 % eran isleños del Pacífico, el 0,27 % eran de otras razas y el 0,27 % eran de una mezcla de razas. Del total de la población el 0,53 % eran hispanos o latinos de cualquier raza.